# Juliana Leybourne
Juliana Leybourne, Countess of Huntingdon (* 1303 oder 1304; † zwischen 31. Oktober und 2. November 1367) war eine englische Adlige.

## Herkunft und Ehen
Juliana Leybourn war die Tochter von Thomas of Leybourne und von dessen Frau Alice de Tosny († 1325). Ihr Vater starb bereits im Mai 1307, und nach dem Tod ihres Großvaters William de Leyburn, 1. Baron Leyburn 1310 wurde sie die Erbin von dessen umfangreichen Besitzungen in Kent und Sussex. Ihre Mutter heiratete Anfang 1309 Guy de Beauchamp, 10. Earl of Warwick. Während ihrer Minderjährigkeit wurde Aymer de Valence, 2. Earl of Pembroke Julianas Vormund, der sie vor dem 4. Mai 1321 mit seinem Neffen John Hastings, 2. Baron Hastings verheiratete. Hastings starb bereits am 20. Januar 1325, worauf Juliana vor September 1325 Sir Thomas Blount, dem späteren Baron Blount und Steward of the king’s Household heiratete. Auch ihr zweiter Mann starb früh, nach seinem Tod am 17. August 1328 heiratete sie vor dem 17. Oktober 1328 William Clinton († 1354), der 1337 zum Earl of Huntingdon erhoben wurde.
Juliana lebte mit ihrem dritten Ehemann hauptsächlich in Maxstoke in Warwickshire, doch ihr Lieblingswohnsitz war Preston Manor in Kent, wo sie später als reiche Witwe lebte. Sie war zumindest eine Förderin von Handarbeiten, wenn sie nicht auch selbst Stickereien angefertigt hat. Stickereien, die die Wappen von Leybourne und des Earl of Huntingdon zeigen und deshalb höchstwahrscheinlich aus ihrem Besitz stammen, sind erhalten geblieben.

## Erbe
Aus ihrer ersten Ehe hatte sie einen Sohn, Lawrence Hastings, 1. Earl of Pembroke (1320–1348). Obwohl dieser einen Sohn, John Hastings, hinterließ, vermachte Juliana nach dem Tod ihres dritten Ehemanns 1354 ihre umfangreichen Besitzungen 1362 König Eduard III. und behielt nur ein lebenslanges Nutzungsrecht einiger Güter mit dem Recht, diese der Kirche zu stiften. Sie wurde in der St Anne's Chapel in der St Augustine’s Abbey in Canterbury begraben. Der König verwandte die ihm überlassenen Güter vor allem für eigene Stiftungen, unter anderem für die Dominikanerniederlassung von Kings Langley in Hertfordshire und der Dominikanerinnenniederlassung von Dartford in Kent, die auch dem Andenken Julianas dienen sollten. König Eduards Nachfolger Richard II. wollte das Leybourne-Erbe jedoch zusammen mit dem Titel Earl of Huntingdon an seinen Günstling Sir Simon de Burley vergeben, der aber bereits 1388 starb.